# Dreaming (EP)
«Dreaming» (с англ. — «Мечтающий») — дебютный мини-альбом южнокорейской герл-группы APRIL. Альбом был выпущен в цифровом и физическом виде 24 августа 2015 года и содержит шесть треков с ведущим синглом «Dream Candy». Это единственный релиз, в котором принимала бывшая участница Сомин, которая официально покинула группу 9 ноября 2015 года из-за её желания продолжить учебу.

## Предыстория и релиз
9 февраля 2015 года DSP сообщило, что участницы дебютируют в группе, которая станет следующим поколением Fin.K.L и Kara.
В июле 2015 года DSP Media анонсировали участников APRIL через серию тизеров вместе с логотипом и талисманом группы, который был выбран посредством открытого конкурса эмблемы. В начале августа 2015 года DSP Media подтвердило, что APRIL дебютирует 24 августа с мини-альбомом Dreaming.

## Промоушен
24 августа 2015 года группа дебютировали в приложении V Naver через свой канал «April Debut Showcase-Live», в ходе чего, они выпустили мини-альбом Dreaming.
В тот же день группа выпустила видеоклип на песню заглавного дебютного альбома «Dream Candy» (кор: 꿈사탕). 25 августа у участниц прошла дебютная сцена. 11 сентября 2015 года APRIL выпустили специальный видеоклип танцевальную практику с заглавной песней своего дебютного альбома «Dream Candy», снятый в центре Сеула.

## Трек
| №                        | Название                 | Лирика                   | Музыка                   | Аранжировка              | Продолжительность |
| ------------------------ | ------------------------ | ------------------------ | ------------------------ | ------------------------ | ----------------- |
| 1.                       | «Dream Candy» (꿈사탕)   | ButterFly                | ButterFly                | ButterFly                | 03:45             |
| 2.                       | «Hurry Hurry»            | 이주형, 김유석           | 이주형, 김유석           | 이주형, 김유석           | 03:34             |
| 3.                       | «Knock Knock»            | 송양하, 김재현           | 송양하, 김재현           | 송양하, 김재현           | 03:20             |
| 4.                       | «Feeling» (느낌)         | 남기상, 강전명           | 남기상, Miho, 권선익     | 권선익                   | 03:20             |
| 5.                       | «Luv Me x3»              | 하라는, 리키             | 하라는, 리키             | 하라는, 리키             | 03:22             |
| 6.                       | «Thriller» (스릴러)      | 신승익, Denis Seo        | 신승익, Denis Seo        | 신승익, Denis Seo        | 03:22             |
| Общая продолжительность: | Общая продолжительность: | Общая продолжительность: | Общая продолжительность: | Общая продолжительность: | 20:41             |

## История выпуска
| Регион        | Дата               | Формат               | Лейбл                         |
| ------------- | ------------------ | -------------------- | ----------------------------- |
| По всему миру | 24 августа 2015 г. | Digital download, CD | DSP Media, LOEN Entertainment |